# تاج النسر
تاج النسر كان تاجًا مصريًا قديمًا كانت ترتديه الزوجات الملكيات العظماء وملكات مصر القديمة. كان تاج النسر عبارة عن تاج يصور نسرًا يتدلى جناحاها من جانبي الرأس. كان رمزًا للحماية من المعبودة نخبيت. ارتدت نخبيت هذا التاج. غالبًا ما كانت هذه التيجان تزين بالذهب وكانت ترتديها الزوجة الملكية العظيمة وكاهنات رفيعو المستوى وملكات مصر القديمة. تم تجهيز هذه التيجان في بعض الأحيان مع صل، والتي تمثل كلا من مصر العليا (نخبيت) ومصر السفلى (الصل). كانت تتي شري أول امرأة مصرية ترتدي هذا التاج.

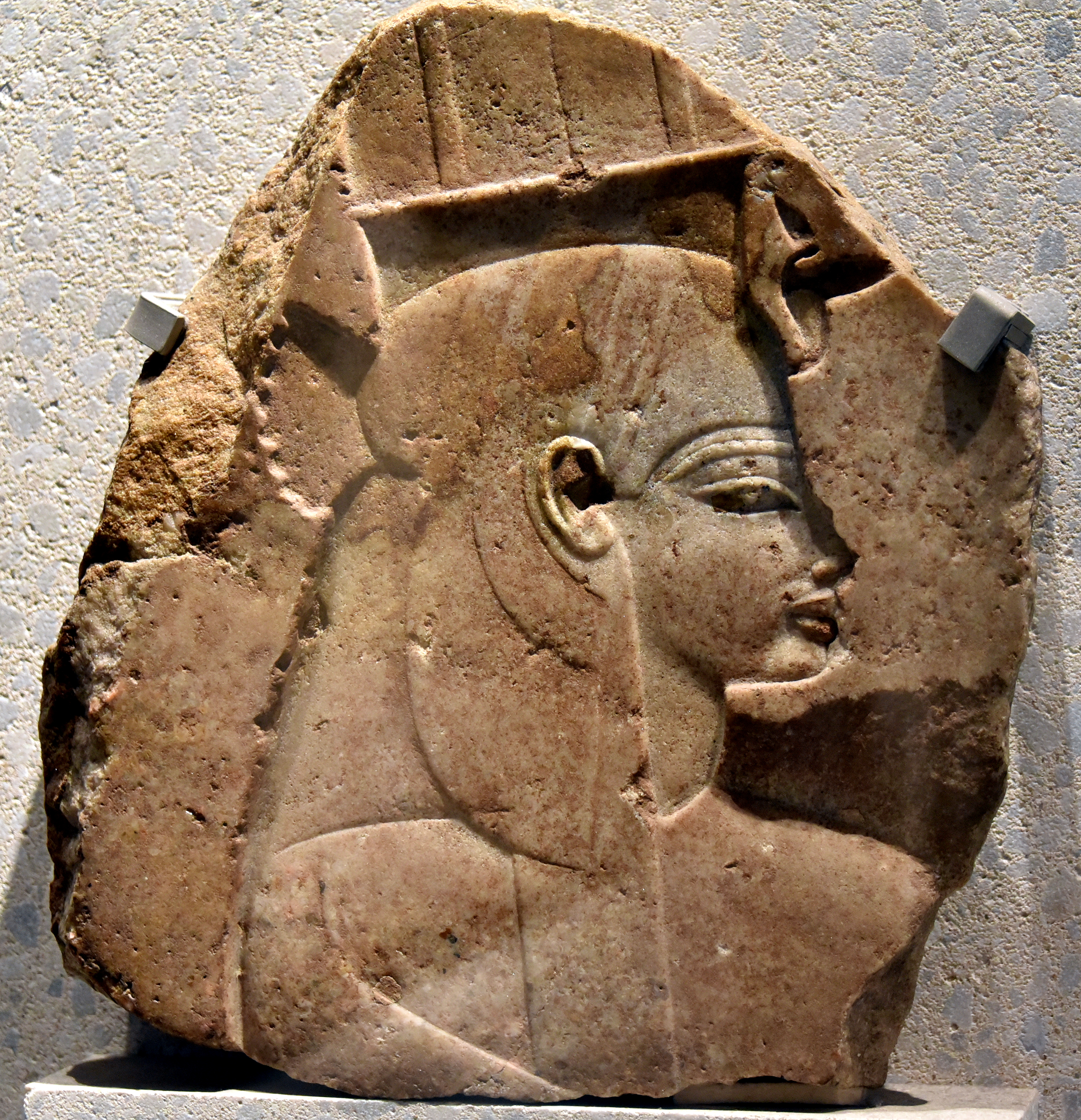
لوحة للملكة تيي ترتدي تاج النسر في المتحف الوطني الجديد، برلين.

## تاريخ

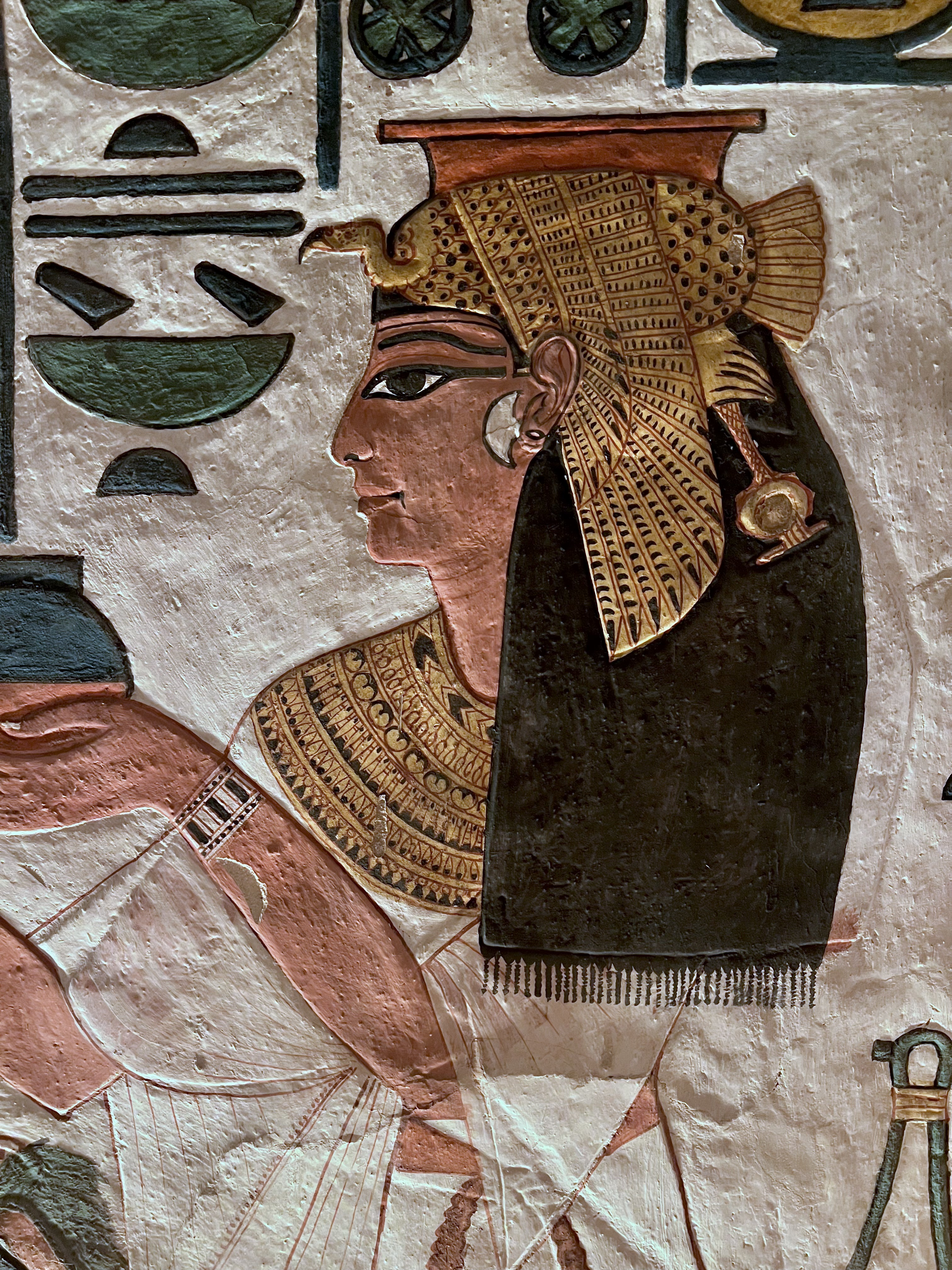
ملكة نفرتاري وهي مرتدية لتاج النسر

كان تاج النسر يُرى في البداية فقط في صور الآلهة. ومع ذلك، فمنذ الأسرة الخامسة فصاعدًا، بدأت الملكات في ارتداء تاج النسر بانتظام. وكان رمزا للحماية المرتبطة بإلهة النسر نخبيت. ولأن نخبيت كانت إلهة حامية ومرتبطة بالأمومة، فإن انتماء الملكة إليها بإرتداء تاج النسر كان مكملاً لدور الملك باعتباره تجسيدًا للإله الصقر حورس. وكانت خنتكاوس الثانية من أوائل الملكات اللاتي ارتدين تاج النسر. في المملكة الحديثة، تم استبدال النسر الموجود على التاج بالصل الفرعوني. 

## معرض صور

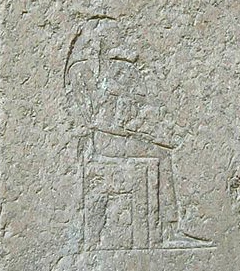
نقش بارز لـ خنت كاوس الأولى جالسة على العرش مع تاج نسر باهت، الأسرة الخامسة، هرم خنتكاوس الأولى، الجيزة
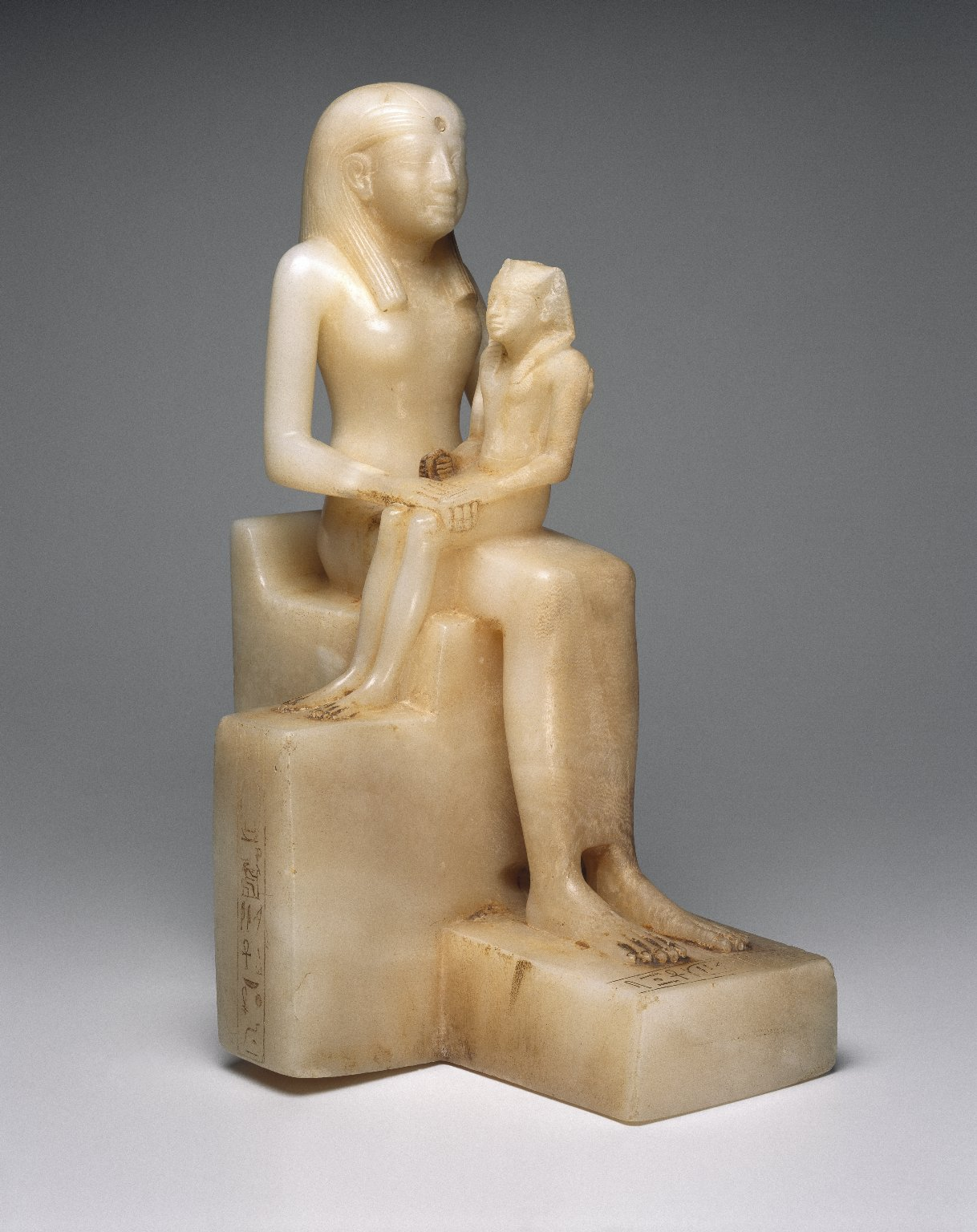
عنخس إن بيبي الثانية ترتدي تاج النسر بينما يجلس ابنها الفرعون بيبي الثاني في حضنها. الأسرة السادسة (حوالي 2288-2224 قبل الميلاد)، متحف بروكلين
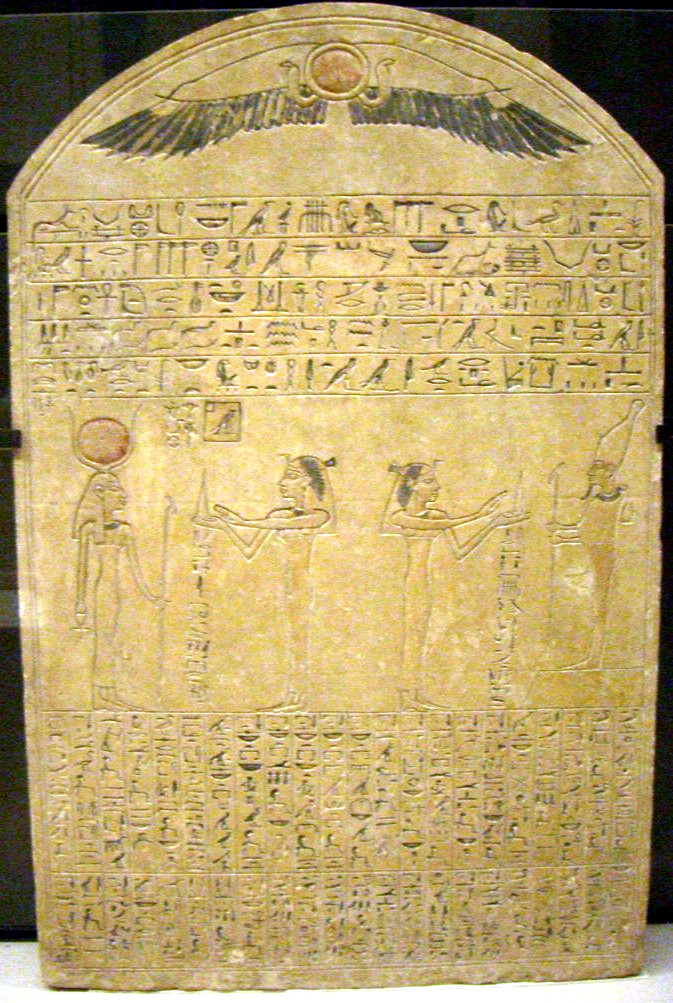
لوحة للملكة نوب خعس ترتدي تاج النسر من الأسرة الثالثة عشرة تظهر فيها وهي تقدم القرابين لحتحور وأوزوريس، متحف اللوفر، باريس
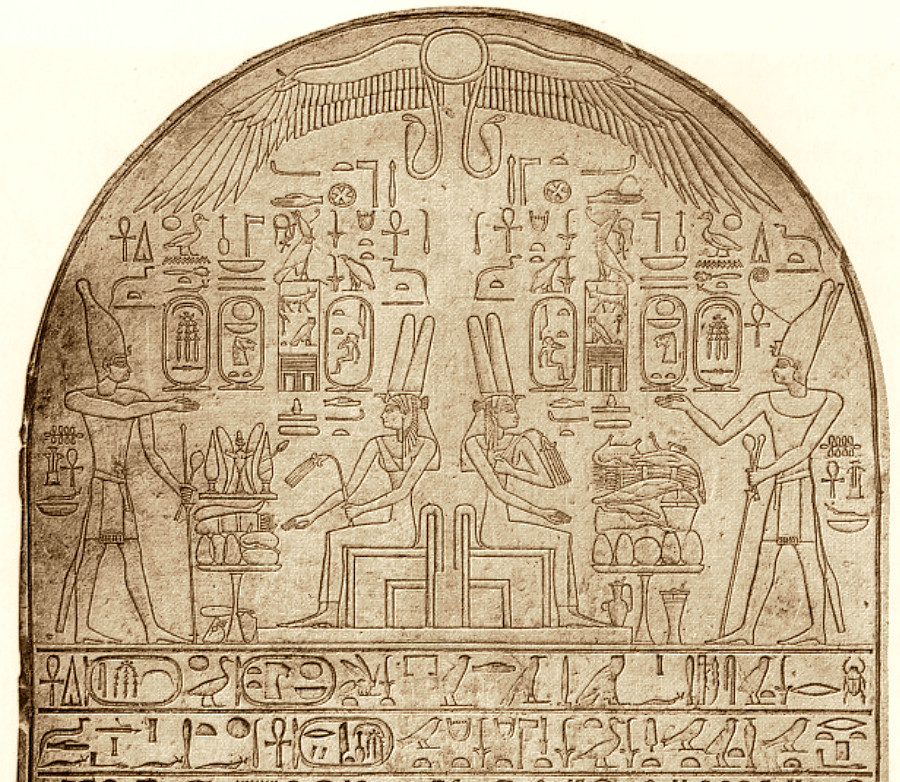
لوحة تكريمية لتتي شري جدة أحمس الأول من أبيدوس. الأسرة الثامنة عشرة، المتحف المصري.
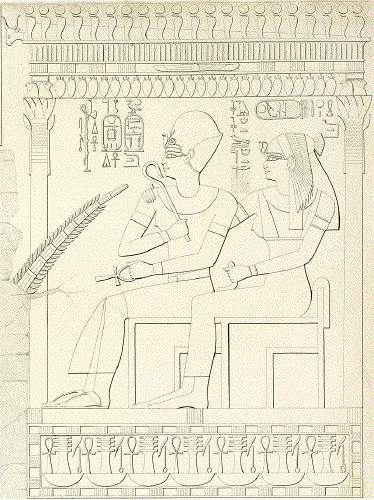
رسم تخطيطي للوحة تصور حتشبسوت ميريت رع مع زوجها تحتمس الثالث، الأسرة الثامنة عشرة
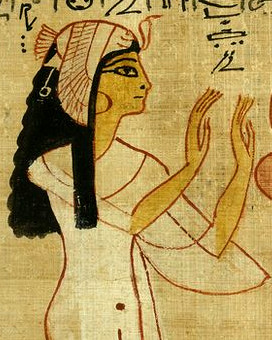
نجمت، زوجة كبير كهنة آمون حريحور، ترتدي تاج النسر، من كتاب الموتى الخاص بها، الأسرة الحادية والعشرون (حوالي 1064 ق.م)